# Ernst Marcus (Jurist)
Ernst Marcus (geboren 15. April 1900 in Berlin; gestorben 25. Oktober 1973 in Hamburg) war ein deutsch-israelischer Wirtschaftsjurist.

## Leben
Ernst Marcus war ein Sohn des Kaufmanns Max Marcus und der Johanna Sachs. Er besuchte das Joachim-Friedrich-Gymnasium in Berlin, wurde 1917 zum Vaterländischen Hilfsdienst herangezogen und wurde 1918 Soldat. Nach Kriegsende studierte Marcus Jura in Heidelberg und Berlin. Seine Dissertation über das Völkerbundsmandat für Palästina wurde 1929 veröffentlicht, und er wurde damit 1930 an der Universität Heidelberg bei Gerhard Anschütz, dem führenden demokratischen Staatsrechtler in der Weimarer Republik, promoviert. Er arbeitete für Banken und Wirtschaftsverbände und schrieb Beiträge in der  Zeitschrift für Völkerrecht. 
Nach der Machtübergabe an die Nationalsozialisten 1933 arbeitete Marcus als stellvertretender Leiter der „Palästina-Treuhandstelle zur Beratung deutscher Juden GmbH“ (Paltreu), die in Zusammenarbeit mit dem deutschen Wirtschaftsministerium und dem Außenministerium die Einwanderung vertriebener deutscher Juden in das britisch verwaltete Mandatsgebiet Palästina organisierte. Marcus wurde 1938 nach der Reichspogromnacht im KZ Sachsenhausen inhaftiert. Mit Hilfe des Diplomaten Werner Otto von Hentig kam er nach fünf Tagen frei. Er floh 1939 nach Palästina. 
Marcus kehrte 1951 nach Deutschland zurück und arbeitete als Anwalt für internationales Wirtschaftsrecht.
Marcus war 1957 Mitgründer der Hamburger Symphoniker, er erhielt 1972 die Johannes-Brahms-Medaille und im selben Jahr das Bundesverdienstkreuz.   

## Schriften (Auswahl)

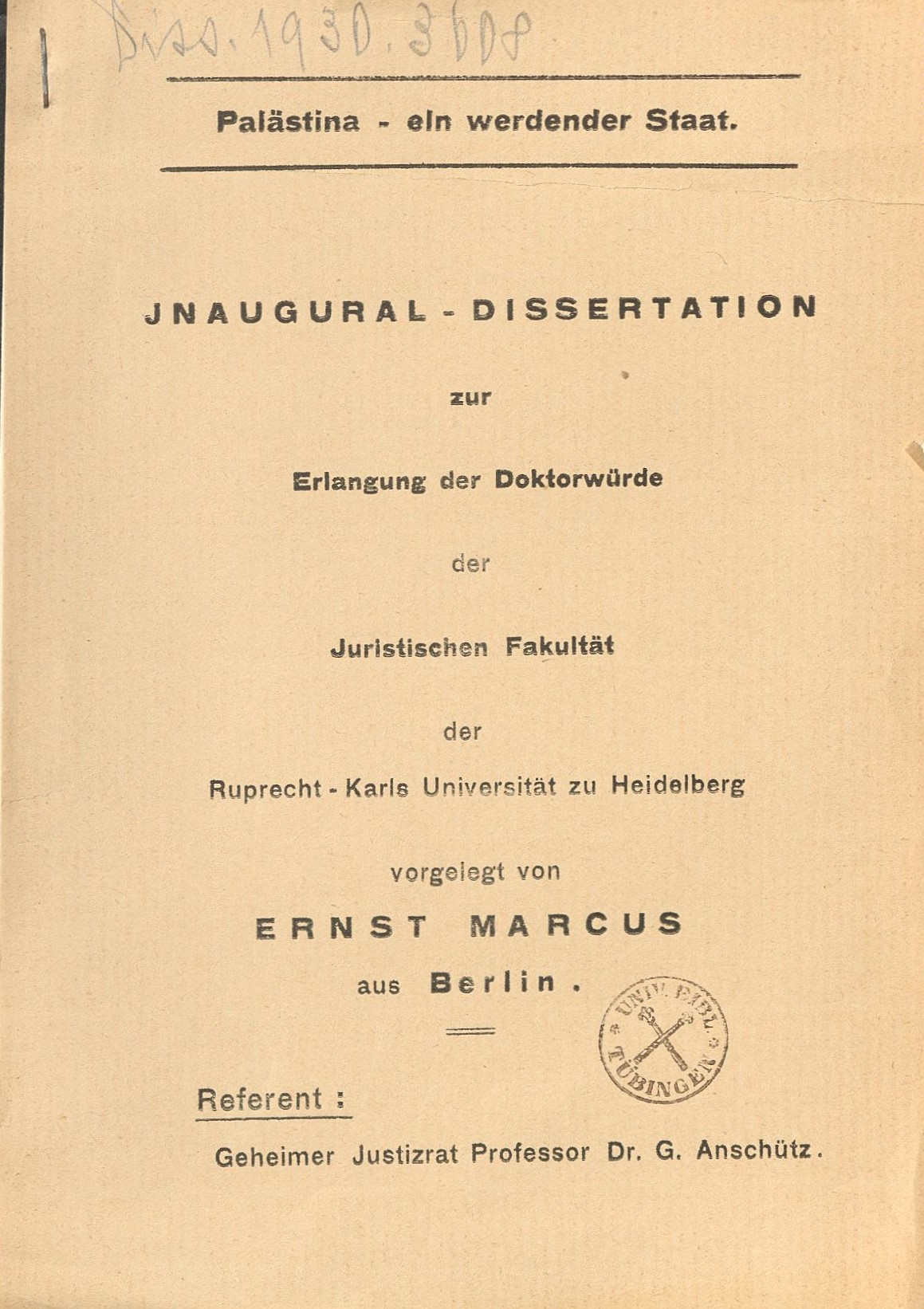
Dissertation (1929)

- Palästina, ein werdender Staat : völker- und staatsrechtliche Untersuchung über die rechtliche Gestaltung des Mandatslandes Palästina unter besonderer Berücksichtigung des Rechtes der nationalen Heimstätte für das jüdische Volk. Leipzig : Noske, 1929. Heidelberg, Univ., Diss., 1930
- The German Foreign Office and the Palestine question in the period 1933–1939. Yad Vashem Studies = Studies on the European Jewish Catastrophe and Resistance, 2(1958), S. 179–204, 0084-3296
- Investment in Israel : Möglichkeiten für deutsches Privatkapital. Opladen : Leske, 1966